# Mare Tenebrarum

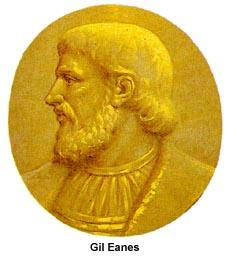
Gravură a lui Gil Eanes.

Marea Umbrelor (Mare Tenebrarum sau Mare Tenebrosum în latină, Bahr al-Zulumat în arabă) este numele medieval al Oceanului Atlantic, inaccesibil marinarilor epocii.
La sfârșitul secolului secolului al XIII-lea, istoricul Ibn Khaldun a scris:
„[Oceanul Atlantic este] un ocean vast și fără limite, în care navele nu îndrăznesc să se aventureze dincolo de coastă căci, chiar dacă marinarii cunoșteau direcția vântului, ei nu puteau ști unde ar putea să-i ducă pentru că nu exista nici un teritoriu locuit mai departe și se temeau de riscul de a se pierde în negură și în întuneric..”
La începutul secolului al XV-lea, ea corespundea oceanului de dincolo de capul Bojador (Maroc), punctul cel mai sudic atins de exploratorii europeni sau arabi, care avea reputația că era imposibil de depășit, din cauza vânturilor și curenților.

## Trecerea de capul Bojador
Abia în anul 1434 navigatorul portughez Gil Eanes reușește să treacă dincolo de acest cap, cu cincisprezece bărbați într-o barcă parțial acoperită de mai puțin de 30 de tone, cu un singur catarg și o pânză rotundă. Manevra lui Eanes de a naviga înspre larg a durat o zi. Capul era în spatele lui. Aceasta trecere reprezintă o etapă esențială în traversarea oceanului; ea deschide navigatorilor portughezi drumul către o parte foarte mare a Africii și o nouă rută spre India.

## Sursă
- en  Paul Lunde, Pillars Of Hercules, Sea Of Darkness online